# Agnolo degli Erri

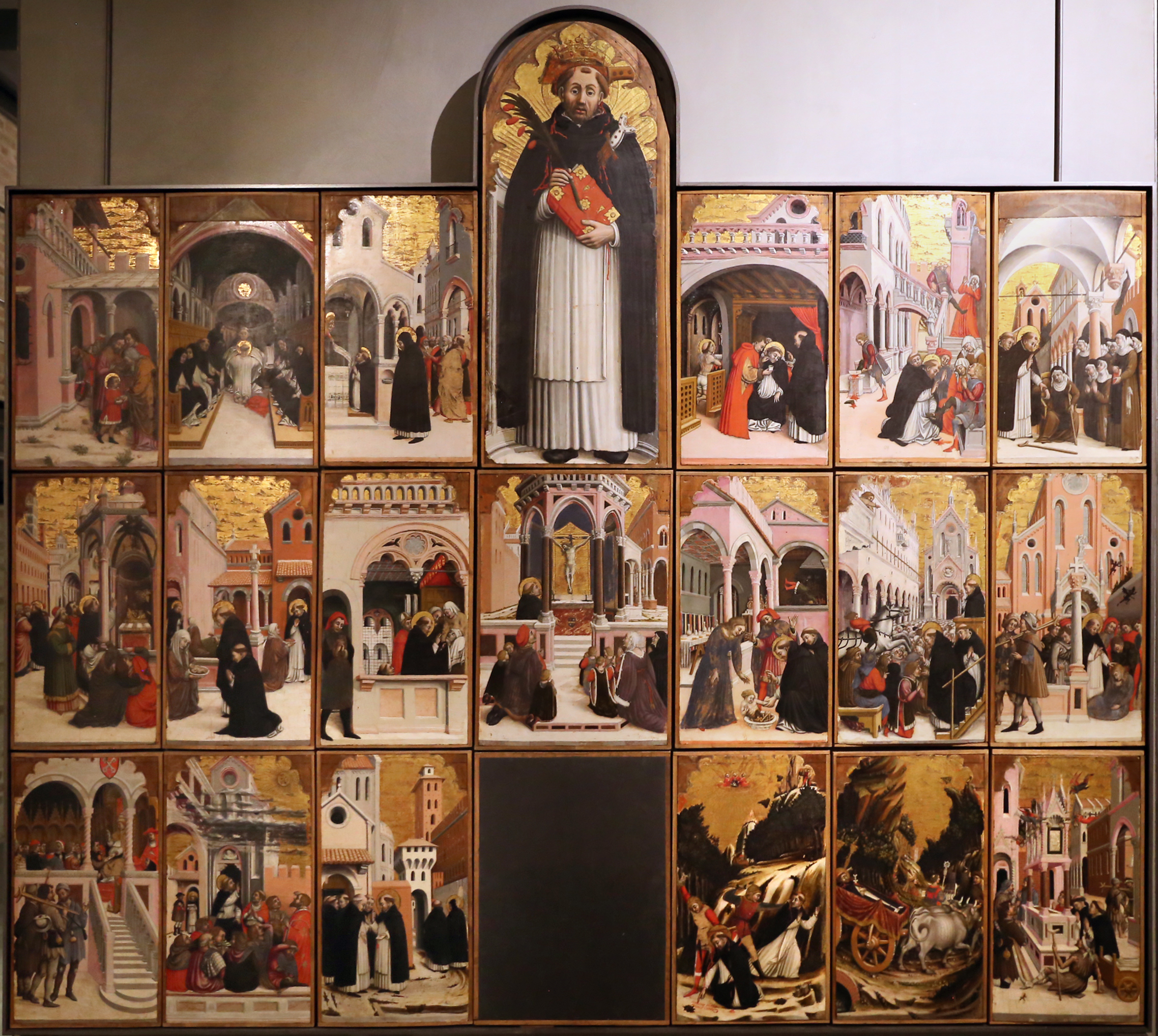
Polyptychon mit Szenen aus dem Leben des Petrus von Verona, Parma, Galleria Nazionale

Agnolo degli Erri (* um 1440 in Modena; † um 1482 ebenda) war ein italienischer Maler.
Agnolo degli Erri schuf wie sein Bruder Bartolomeo religiöse Bilder. Zu seinen bekanntesten Werken zählt der vielteilige Altar mit Krönung Mariä, welchen er von 1462 bis 1465 schuf. Der Altar befindet sich heute in der Galleria Estense in Modena. An diesem Werk lässt sich der Einfluss der Künstler Francesco del Cossa und Piero della Francesca auf die Gebrüder Erri erkennen. Des Weiteren schuf er eine Madonnendarstellung, welche sich in Padua befindet.